# 탄산수소염
탄산수소염(炭酸水素鹽, 영어: hydrogencarbonate) 또는 중탄산염(重炭酸鹽, 영어: bicarbonate)은 탄산 탈양성자화의 중간 형태인 탄산수소 이온(HCO3−)의 염이다.
탄산수소 이온은 pH 완충계에서 중요한 생화학적 역할을 담당한다.

## 화학적 특성
- CO32− +2 H2O  HCO3− + H2O + OH−  H2CO3 +2 OH−
- H2CO3 +2 H2O  HCO3− + H3O+ + H2O  CO32− +2 H3O+

## 중탄산염 화합물
- 탄산수소 나트륨
- 탄산 수소 칼륨
- 탄산 수소 칼슘
- 탄산 수소 암모늄
- 탄산

## 같이 보기
- 이산화 탄소
- 탄산염